# Wilfried Eberharter
Wilfried Eberharter (* 3. Juni 1980) ist ein ehemaliger österreichischer Skispringer.

## Werdegang
Eberharter startete zwischen 1999 und 2001 parallel im Skisprung-Weltcup und im Skisprung-Continental-Cup. Sein erstes Weltcup-Springen bestritt er am 3. Januar 1999 in Innsbruck. Drei Wochen später am 24. Januar 1999 gewann er im japanischen Sapporo mit dem 17. Platz seine ersten Weltcup-Punkte. Bis zum Saisonende konnte er noch mehrmals in die Punkteränge springen und beendete die Saison 1998/99 auf dem 60. Platz der Weltcup-Gesamtwertung. In der Skiflug-Wertung belegte er den 24. Platz, nachdem er in zwei von drei Skiflug-Wettbewerben in Planica in die Punkteränge springen konnte. In den beiden folgenden Jahren startete Eberharter nur noch bei drei Weltcup-Springen, blieb jedoch ohne größeren Erfolg und beendete daraufhin nach Abschluss der ebenfalls erfolglos verlaufenen Continental-Cup-Saison 2000/01 seine aktive Skisprungkarriere.

## Statistik

### Weltcup-Platzierungen
| Saison  | Platz | Punkte |
| ------- | ----- | ------ |
| 1998/99 | 60.   | 028    |

### Continental-Cup-Platzierungen
| Saison  | Platz | Punkte |
| ------- | ----- | ------ |
| 1998/99 | 30.   | 363    |
| 1999/00 | 13.   | 443    |
| 2000/01 | 73.   | 120    |